# Horní Sukolom

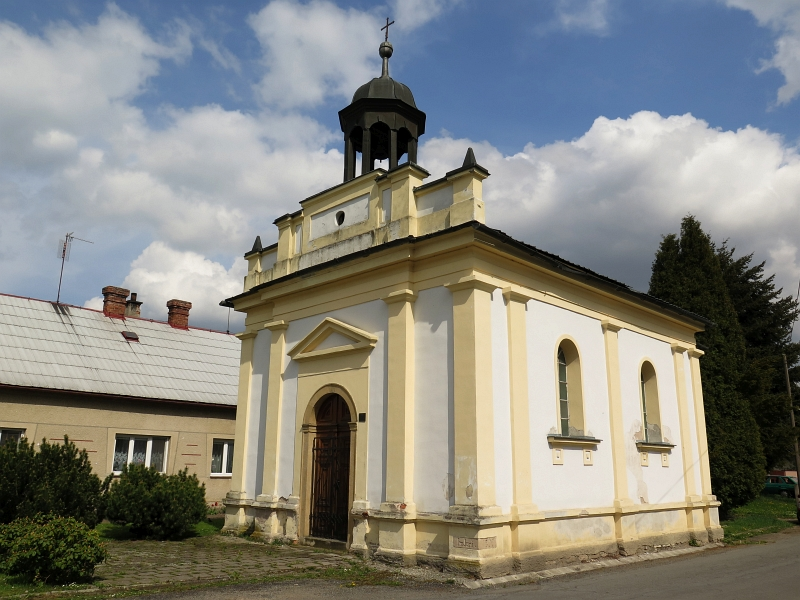
Nepomuk-Kapelle in Horní Sukolom

Horní Sukolom (deutsch Aichen) ist ein Ortsteil der Stadt Uničov im Okres Olomouc, Tschechische Republik. Der Ort liegt etwa 4 km nordöstlich von Uničov.

## Geschichte
Von 1938/39 bis Mai 1945 gehörte das Dorf als Ortsteil vom Mährisch Neustadt zum Reichsgau Sudetenland, Landkreis Sternberg (Odergebirge), Regierungsbezirk Troppau. Im Ort lebten im Jahre 1940 254 Einwohner.